# Вячеслав Глазков
Вячеслав Валериович Глазков (на украински: В'ячеслав Валерійович Глазков, роден на 15 октомври 1984 г.) е украински аматьорски и професионален боксьор, който се боксира в тежка категория.
Като аматьор в супертежка категория печели сребърен медал от Световното първенство по бокс през 2007 г. и бронзов медал от Летните олимпийски игри през 2008 г.

## Аматьорска кариера
Глазков печели първото световно университетско боксово първенство през 2004 г., отказвайки боксьора Елчин Ализаде в 201 кг. След това се качва в супер тежка категория. На световните първенства 2005 г. побеждава по точки Ярослав Яксто (26:20), но отпада в мач срещу крайния победител в надпреварата Одланиер Солис (11-26).
На турнира за купата „Странджа“ през 2006 г. побеждава Дейвид Прайс чрез РСКО, но не успя да се бие на финала и загубва чрез служебна победа от местния Кубрат Пулев, който го побеждава и на европейско първенство с 28:11. На световното първенство 2007 аутточкува колумбиеца Оскар Ривас и отказа Ярослав Яксто. Побеждава китаеца Жанг Жилей с 21:11 в полуфиналите, но губи от италианеца с обратен гард Роберто Камареле.

### Олимпийски игри
2008 г. (в супертежка категория)
- Победа над Робърт Алфонсо ( Куба) 5-3
- Победа над Нюфел Оуатах ( Алжир) 10-4
- Загуба от Жанг Жилей ( Китай) служебна победа, отказа се от конкурса с контузия в лакътя.

### Световни първенства
2005 (Като Супер тежка категория боксьор)
- Победи Ярославас Яксто ( Литва) 26-20
- Загуби от Одланиер Солис ( Куба) 11-26

2007 (Като Супер тежка категория боксьор)
- Победи Разван Кожану ( Румъния) РСКО 2
- Победи Оскар Ривас ( Колумбия) 23-7
- Победи Ярославас Яксто ( Литва) РСК 3
- Победи Жанг Жилей ( Китай) 21-11
- Загуби От Роберто Камареле ( Италия) 14-24 (златен медал мач)

## Титли и успехи
- USBA Тежка категория шампион (1 път)
- WBC Балтик сребърен тежка категория шампион (1 път)
- Бронзов медалист в супер тежка категория (Летни олимпийски игри 2008)
- Сребърен медалист в супер тежка категория (Световни аматьорски първенства 2007)